# Талапти (Атамекенський сільський округ)
Талапти́ (каз. Талапты) — село у складі Жетисайського району Туркестанської області Казахстану. Входить до складу Атамекенського сільського округу.
Населення — 1161 особа (2021; 1032 у 2009, 727 у 1999, 562 у 1989).